# Palácio dos Leões (Rosário)

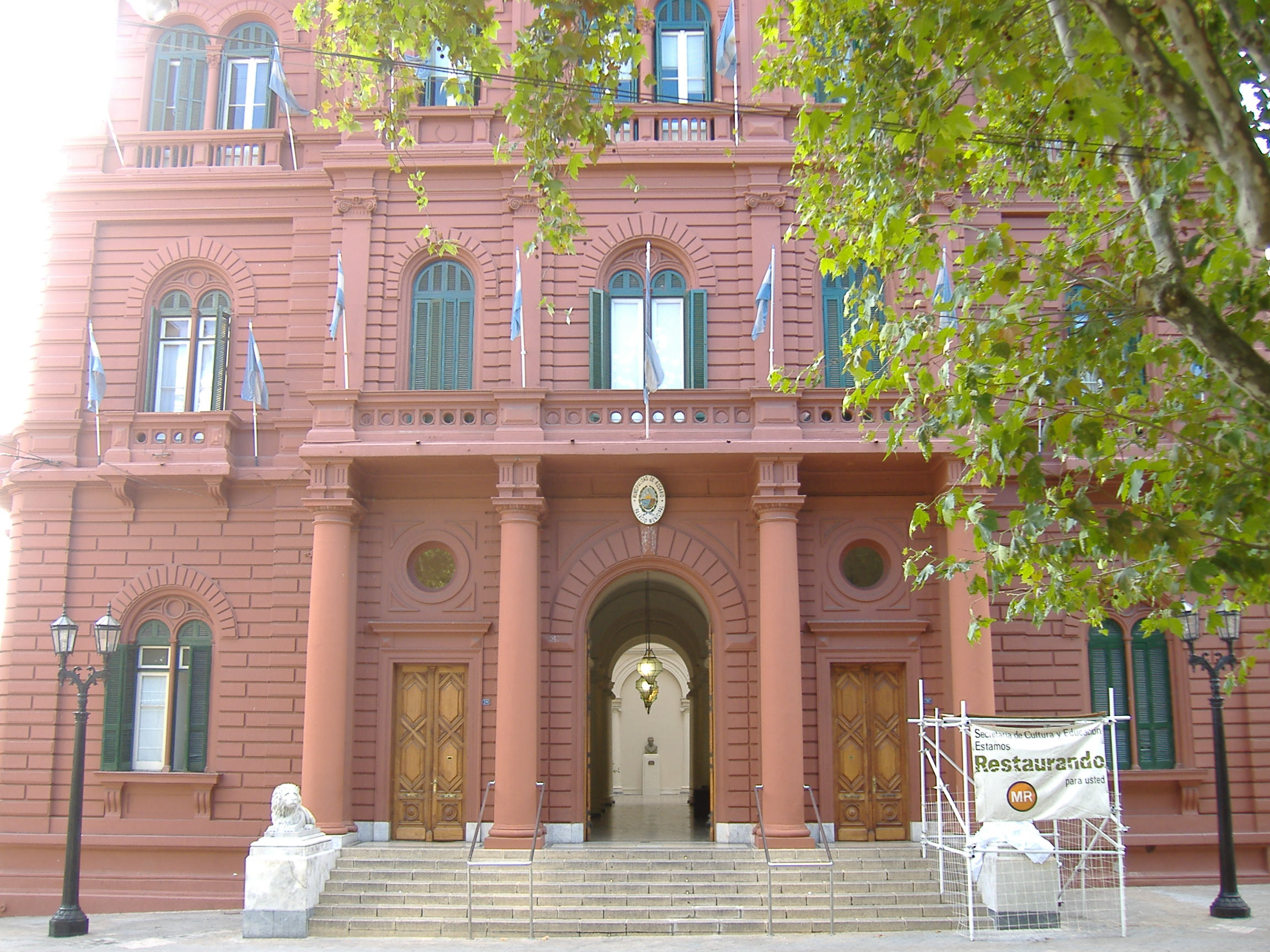
Palácio dos Leões.

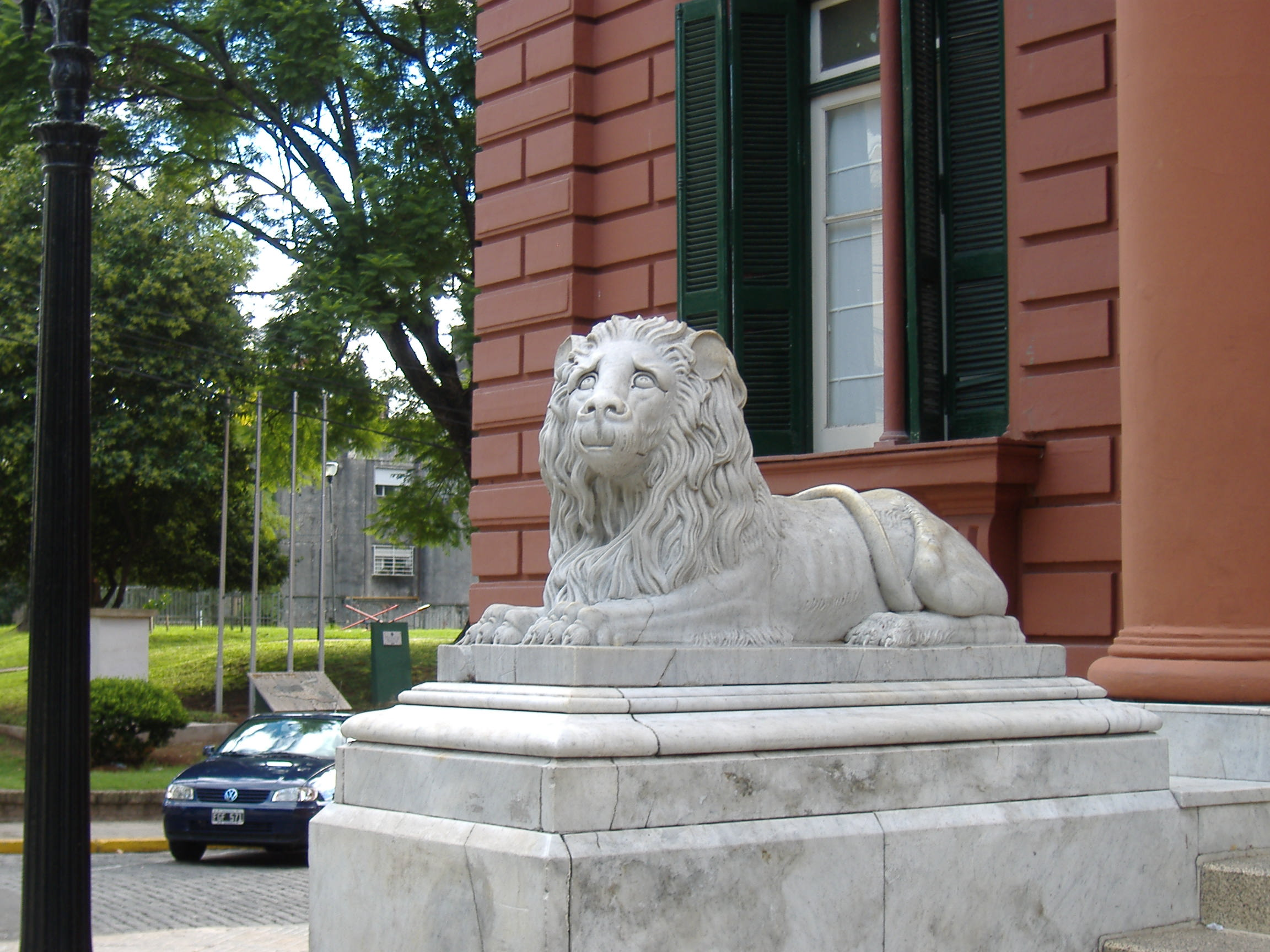
Lado esquerdo do palácio.

O Palácio dos Leões é a designação dada ao Paço Municipal, sede do Executivo Municipal de Rosário (Argentina). O palácio é a sede do Município. Localiza-se na esquina das ruas Buenos Aires e Santa Fé, na frente da Praça 25 de Maio e separada da Catedral Basílica de Nossa Senhora do Rosário pela passagem de pedestres "Pasaje Juramento", que leva ao Monumento Nacional à Bandeira.
O palácio foi construído pelo arquiteto G. Rezza, em estilo neo-renascentista, e foi inaugurado em 1898. Seu apelido vem dos dois leões, que ficam nos dois lados da escadaria da entrada principal, que são cópias daqueles encontrados na escadaria na Igreja de San Lorenzo, em Génova, Itália. Em 2006, o edifício foi pintado em terracota castanho avermelhado (ou batom claro), e os dois leões, em branco; o leão do lado direito foi restaurado.